# Felipe Ramos Sánchez
Felipe Ramos Sánchez (Madrid, 10 de enero de 1988) es un futbolista español que juega  en la posición de guardameta en el Córdoba Club de Fútbol.

## Trayectoria
Se formó en el Real Madrid, en cuyo equipo alevín comenzó a jugar en la temporada 2000/2001. En la temporada 2008/2009 y con la edad de 20 años fue seleccionado por el entrenador de la primera plantilla Bernd Schuster para realizar la pretemporada con el primer equipo en Irding (Suiza). Además de con Schuster, ha sido llamado para entrenar con el primer equipo a las órdenes de Juande Ramos en la temporada 2008/2009 y Manuel Pellegrini en la temporada 2009/2010. En 2009 fue elegido medalla de bronce en los premios Futbol Draft, compartiendo pódium junto a sus compañeros Sergio Asenjo y David de Gea.
En 2010 ficha por el filial del Deportivo de La Coruña por 5 temporadas.
En 2011 el RCD Mallorca B obtiene la cesión del guardameta. Para la siguiente temporada se marcha cedido al Valencia Mestalla, con opción de compra y donde fue elegido MVP varias semanas de toda la segunda división B. En la temporada 2013/2014 vuelve al Depor. El 27 de agosto de 2014 se hace oficial su rescisión de contrato.
En enero de 2015, ficha por el CD Guijuelo, que milita en el Grupo I de la Segunda División B y en junio de 2015 firma por dos temporadas por el Real Jaén CF, que milita en el Grupo IV de la Segunda División B posteriormente en junio de 2017 ficha por el Mérida a.d que milita en el grupo IV de la segunda división B.
Para la temporada 2021-2022, el Córdoba CF fichó al meta madrileño.

## Selección nacional
Formó parte de la selección española que se consagró campeona del Europeo sub-19 de 2007, actuando como portero titular hasta el enfrentamiento de semifinales, donde una lesión le privó de participar en la final, cediendo el testigo a su compañero Sergio Asenjo.

## Clubs
Actualizado el 7 de diciembre de 2017.
| Club                        | País   | Año         | Partidos | Goles encajados |
| --------------------------- | ------ | ----------- | -------- | --------------- |
| Real Madrid Castilla        | España | 2007 - 2010 | 34       | 37              |
| Deportivo de La Coruña B    | España | 2010 - 2011 | 12       | 18              |
| RCD Mallorca B (cedido)     | España | 2011 - 2012 | 16       | 19              |
| Valencia Mestalla (cedido)  | España | 2012 - 2013 | 24       | 36              |
| Deportivo de La Coruña B    | España | 2013 - 2014 | 5        | 3               |
| C.D. Guijuelo               | España | 2014 - 2015 | 15       |                 |
| Real Jaén CF                | España | 2015 - 2017 | 67       |                 |
| Mérida Asociación Deportiva | España | 2017 - 2018 | 18       |                 |
| Club Deportivo Guijuelo     | España | 2018 - 2019 |          |                 |

## Palmarés

### Campeonatos internacionales
| Título         | Club (*)           | Sede    | Año  |
| -------------- | ------------------ | ------- | ---- |
| Europeo Sub-17 | Selección española | Austria | 2007 |

(*) Incluyendo la selección.

### Distinciones individuales
| Distinción                     | Año  |
| ------------------------------ | ---- |
| Fútbol Draft Portero de bronce | 2009 |